# Shanna Hogan
Shanna Hogan (Olathe, Kansas; 21 de octubre de 1982 - Phoenix, Arizona; 1 de septiembre de 2020) fue una escritora y periodista estadounidense más conocida por escribir el libro Picture Perfect sobre Jodi Arias, acusada de homicidio en primer grado por el asesinato de su novio Travis Alexander.

## Primeros años
Nacida en Olathe, Kansas, Hogan creció en Phoenix. En 2005, se graduó con una licenciatura en periodismo de la Universidad Estatal de Arizona.

## Carrera
Fue reportera en el East Valley Tribune de 2004 a 2007. En 2008, fue a trabajar para Times Media Group como editora de reportajes, donde en 2012 fue ascendida a editora ejecutiva.
Hogan escribió cuatro libros sobre crímenes verdaderos, el primero de ellos Dancing with Death, sobre la ama de casa de Phoenix Marjorie Orbin y la muerte de su esposo Jay, un comerciante de arte, publicado por St. Martin's Press en 2011. Fue seguido por Picture Perfect: The Jodi Arias Story, publicado en septiembre de 2013 por la Biblioteca de Crímenes Verdaderos de St. Martin sobre el asesinato de Travis Alexander en Mesa, Arizona. St. Martin's publicó un tercer libro, The Stranger She Loved, en marzo de 2015, sobre el asesinato de la esposa del médico de Utah Martin MacNeil, Michele, y su condena en 2013. Su cuarto libro, Secrets of a Marine's Wife, publicado por St. Martin's en febrero de 2019, trata sobre el asesinato en 2014 de la esposa embarazada de 19 años de edad, Erin Corwin.
Hogan apareció en Dateline NBC, 20/20, Anderson Cooper 360 °, Inside Edition y Oxygen's Snapped para discutir casos de delitos de alto perfil. También apareció en Jane Velez-Mitchell Dr. Drew On Call, y en múltiples programas sobre crímenes en el canal Investigation Discovery. El 10 de enero de 2014, estuvo en The View con el abogado y corresponsal Darren Kavinoky en un panel de discusión sobre el caso Jodi Arias. En 2017, Hogan fue coautor del volumen The Crime Book con los escritores criminales estadounidenses Lee Mellor, Rebecca Morris, Cathy Scott y el autor británico Michael Kerrigan, con un prólogo para la edición estadounidense de Scott y la edición británica del autor Peter James. Fue lanzado en abril de 2017 en el Reino Unido y en mayo de 2017 en los Estados Unidos por Dorling Kindersley (Penguin Random House).
En marzo de 2019, Hogan copresidió con el editor Charlie Spicer la primera serie del podcast sobre crímenes verdaderos Case Closed de Macmillan Books, que presenta el caso de la asesina convicta Erin Corwin.

## Premios
Hogan fue galardonada con el premio Virg Hill Periodista del Año 2009 del Arizona Press Club. También fue premiada como "Periodista del año 2011" por la Asociación de Periódicos de Arizona.
El libro de Hogan, Picture Perfect, debutó la semana del 22 de septiembre de 2013 en el número 16 en la lista de superventas de The New York Times para libros electrónicos de no ficción y combinados impresos y de no ficción de libros electrónicos la misma semana en el número 23.

## Vida personal
Hogan vivía en Phoenix con su esposo, Matt LaRussa, y su hijo Zander. Fue profesora adjunta en la Escuela de Periodismo y Comunicación de Masas Walter Cronkite de la Universidad Estatal de Arizona.

## Muerte
Murió el 1 de septiembre de 2020 después de una estadía de cinco días en el hospital. Se había caído en su piscina mientras jugaba con su hijo el 27 de agosto y se golpeó la cabeza. Su esposo la encontró inconsciente, aunque su hijo, que llevaba un dispositivo de flotación, estaba bien.

## Libros
- Dancing with Death (2011) (ISBN 978-0312532284)
- Picture Perfect (2013) (ISBN 978-1250049452)
- The Stranger She Loved (2015) (ISBN 9781250057501)
- The Crime Book (co-author) (2017) (ISBN 978-1465462862)
- Secrets of a Marine's Wife (2019) (ISBN 978-1250127303)